# ネオンシルバー
ネオンシルバー（Neon silver）とは、ミディアムグレーや銀色、ライトグレーに近い色で無彩色の一種。ネオン（Neon）とは原子番号10の元素の事である。

## 近似色
- ミディアムグレー
- 銀色
- ライトグレー